# قالون

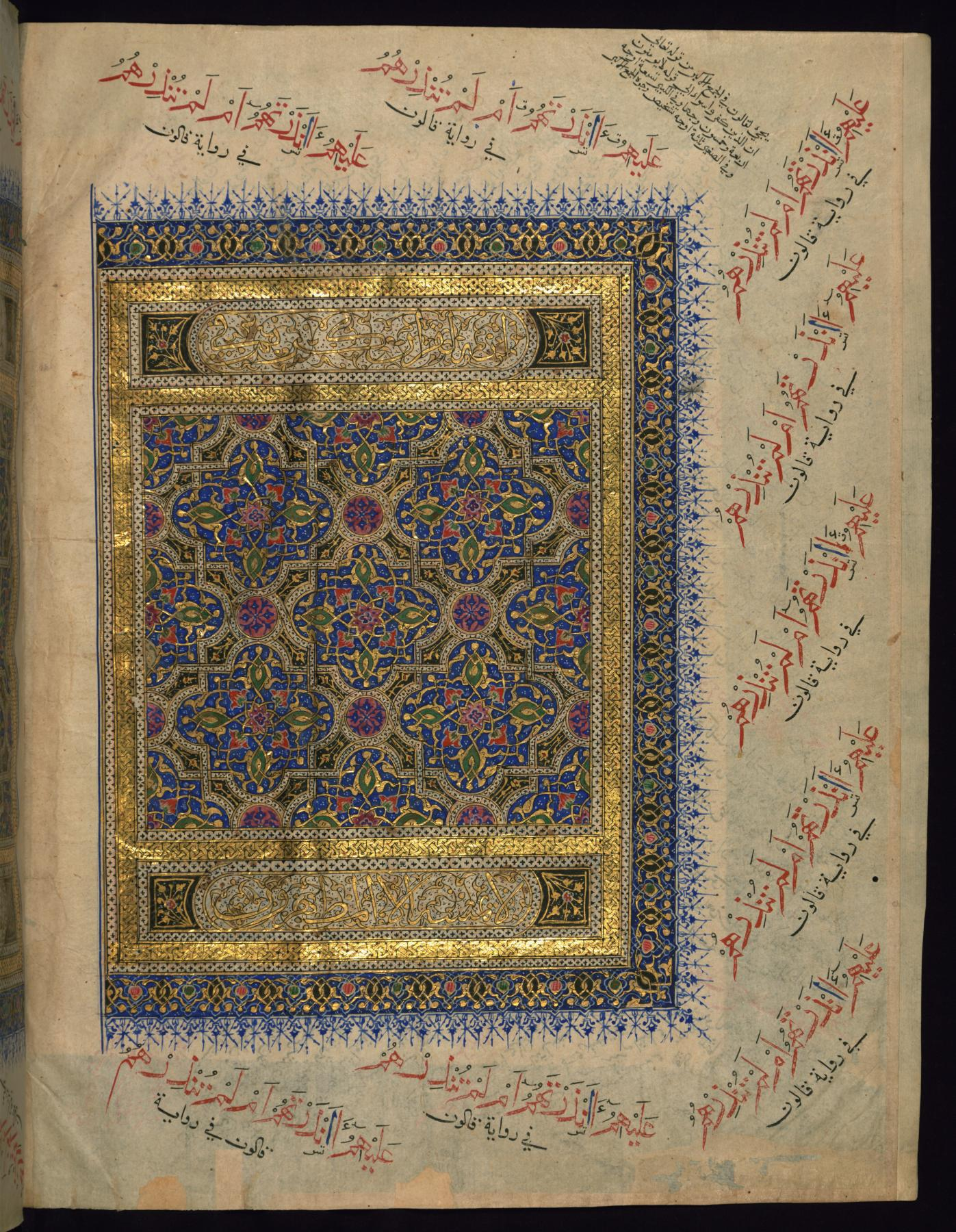
مصحف مخطوط في الهند، وبهامشه بيان ما ورد في رواية قالون

قالون هو عيسى بن مينا بن وردان بن عبد الصمد بن عمر بن عبد الله الزرقى مولى بنى زهرة، ويكنى «أبا موسى» ويلقب بقالون، وهو قارئ المدينة ونحويها. يقال إنه ربيب نافع ـ ابن زوجته ـ وقد لازم نافعاً كثيراً، وهو الذي لقبه بقالون، لجودة قراءته، فإن قالون بلغة الرومية جيد، وكان جد جده عبد الله من سبى الروم في عهد الخليفة الثاني عمر بن الخطاب، فقدم به من أسره إلى عمر بالمدينة، وباعه فاشتراه بعض الأنصار، فهو مولى محمد بن فيروز من الأنصار.
ولد قالون سنة عشرين ومائة في أيام هشام بن عبد الملك، وقرأ على نافع سنة خمسين ومائة في أيام المنصور. قال: قرأت على نافع قراءته غير مرة، قيل له: كم قرأت على نافع ؟ قال مالا أحصيه كثرة إلا أني جالسته بعد الفراغ عشرين سنة وقال: قال لي نافع: كم تقرأ علىَّ، اجلس إلى اصطوانة حتى أرسل لك من يقرأ عليك.
روى القراءة عنه أناس كثيرون، سردهم واحداً واحداً الإمام ابن الجزري في طبقات القراء. قال أبو محمد البغدادي: كان قالون أصم شديد الصمم لا يسمع البوق. فإذا قرئ عليه القرآن سمعه، وكان يقرئ القراء، ويفهم خطأهم ولحنهم بالشفة ويردهم إلى الصواب.
توفي سنة عشرين ومائتين في عهد الخليفة المأمون [النجوم الزاهرة (2/235) الأعلام للزركلى (5/297) وترتيب هؤلاء الأئمة على هذا النسق إنما هو اتباع لبعض علماء القراءات كالإمام الشاطبي، ولعل وهذا الترتيب كان على حسب البلاد التي كانوا فيها فبدؤا بنافع لأنه كان قارئ المدينة وهي العاصمة ، ثم مكة وهكذا].

## انظر أيضُا
- رواية قالون عن نافع